# Talsperre Corte Brique
Die Talsperre Corte Brique (portugiesisch Barragem de Corte Brique) liegt in der Region Alentejo Portugals im Distrikt  Beja. Sie staut den Corte Brique, einen rechten (nördlichen) Nebenfluss des Mira zu einem Stausee auf. Die Kleinstadt Odemira befindet sich ungefähr zwölf Kilometer westlich der Talsperre, die Talsperre Santa Clara liegt ca. sechs Kilometer südlich von ihr.
Mit dem Projekt zur Errichtung der Talsperre wurde im Jahre 1986 begonnen. Der Bau wurde 1993 fertiggestellt. Die Talsperre dient der Bewässerung. Sie ist im Besitz der Associação de Beneficiários do Mira.

## Absperrbauwerk
Das Absperrbauwerk ist ein Staudamm mit einer Höhe von 28 m über der Gründungssohle. Die Dammkrone liegt auf einer Höhe von 137 m über dem Meeresspiegel. Die Länge der Dammkrone beträgt 117 m und ihre Breite 8 m. Das Volumen des Staudamms umfasst 136.000 m³.
Der Staudamm verfügt sowohl über einen Grundablass als auch über eine Hochwasserentlastung. Über den Grundablass können maximal 2,83 m³/s abgeleitet werden, über die Hochwasserentlastung maximal 62,9 m³/s. Das Bemessungshochwasser liegt bei 83,1 m³/s; die Wahrscheinlichkeit für das Auftreten dieses Ereignisses wurde mit einmal in 500 Jahren bestimmt.

## Stausee
Beim normalen Stauziel von 134,62 m (maximal 135,8 m bei Hochwasser) erstreckt sich der Stausee über eine Fläche von rund 0,178 km² und fasst 1,636 Mio. m³ Wasser – davon können 1,464 Mio. m³ genutzt werden. Das minimale Stauziel liegt bei 115 m.